# 전남예술고등학교
전남예술고등학교(全南藝術高等學校)는 대한민국 전라남도 무안군 삼향읍 유교리에 위치한 사립 고등학교이다.

## 학교 연혁
- 1988년 11월 30일 : 학교법인 신안학원 설립인가
- 1989년 1월 30일 : 목포예술학교 설립인가(설립자 평산 주장원 선생, 하림 김상례 여사)
- 1989년 3월 10일 : 초대 교장 주장원 선생 취임
- 1990년 10월 13일 : 목포예술고등학교로 설립인가
- 1992년 6월 17일 : 특수목적고등학교 지정
- 1994년 12월 26일 : 평산관(기숙사) 준공
- 1998년 3월 1일 : 전남예술고등학교로 교명 변경
- 2003년 2월 11일 : 종합예술관 준공
- 2006년 8월 4일 : 무용과를 무용연기과로 학과명 변경승인
- 2010년 6월 7일 : 미술관 준공
- 2016년 8월 29일 : 하림관(다목적체육관) 준공
- 2018년 3월 1일 : 특수학급(1학급) 신설
- 2020년 9월 8일 : 2021학년도 자율학교 지정
- 2023년 1월 31일 : 음악관 준공
- 2023년 9월 1일 : 제9대 주성희 교장 취임
- 2025년 1월 10일 : 제34회 졸업(131명) 총 졸업생 5,020명 예술인재 양성

## 설치 학과
- 음악과
- 미술과
- 무용연기과

## 참고 자료
- 전남예술고등학교 - 한국교육학술정보원 학교알리미